# Bindax
Bindax är ett släkte av spindlar. Bindax ingår i familjen hoppspindlar.
Kladogram enligt Catalogue of Life:
| Bindax | \| \| Bindax chalcocephalus \| \| \| \| \| \| Bindax oscitans \| \| \| \| |
|        | \| \| Bindax chalcocephalus \| \| \| \| \| \| Bindax oscitans \| \| \| \| |
|        | Bindax chalcocephalus                                                     |
|        |                                                                           |
|        | Bindax oscitans                                                           |
|        |                                                                           |